# Passerelle (maritime)
 (mars 2021).
Si vous disposez d'ouvrages ou d'articles de référence ou si vous connaissez des sites web de qualité traitant du thème abordé ici, merci de compléter l'article en donnant les références utiles à sa vérifiabilité et en les liant à la section « Notes et références ».
Pour les articles homonymes, voir passerelle.

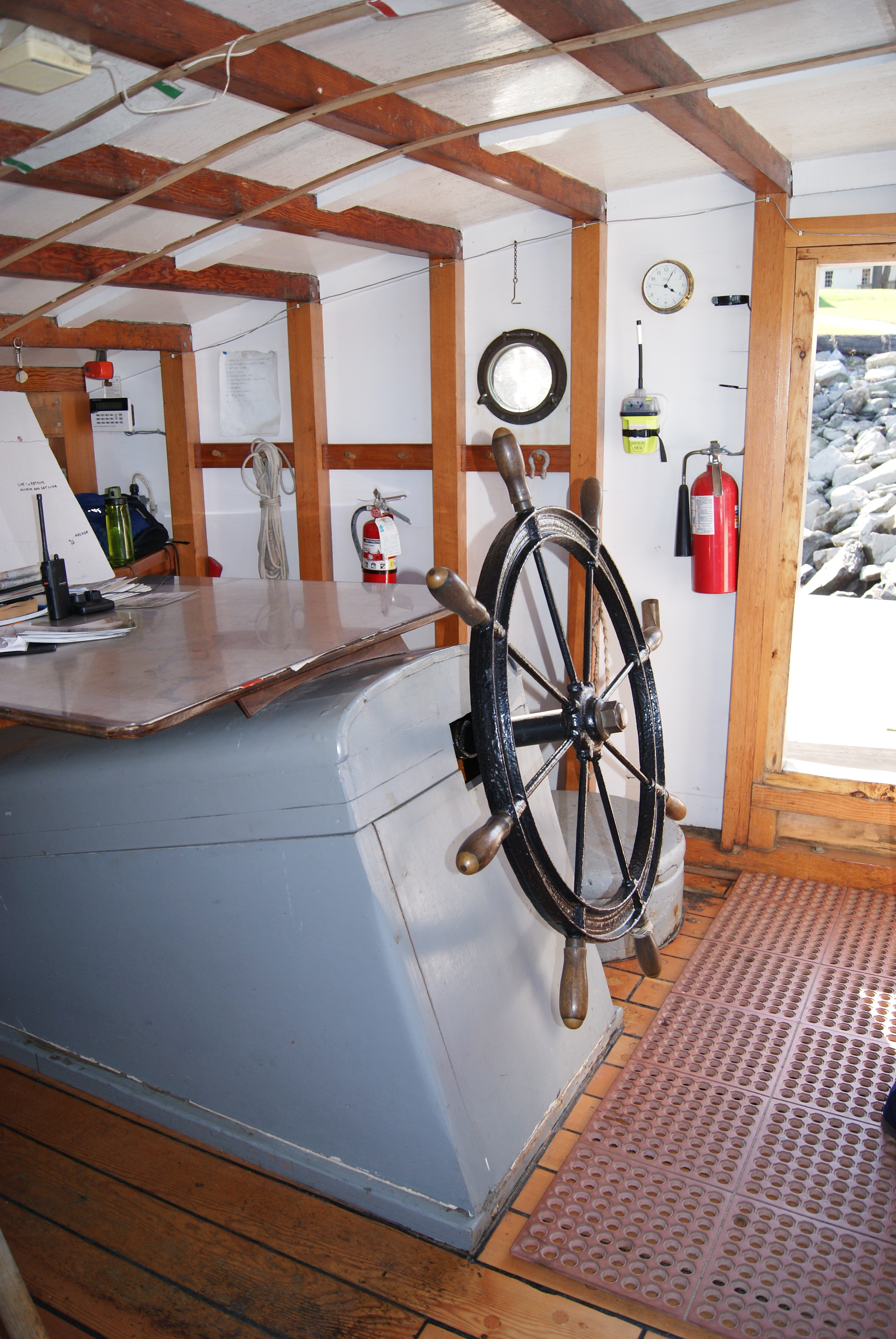
Timonerie du Sherman Zwicker goélette auxiliaire de pêche en bois construite en 1942.

La passerelle (marine militaire), ou timonerie, (marine marchande) est le compartiment d'un navire d'où l'on effectue la navigation sous les ordres de l'officier chef de quart et d'où le commandant ou un adjoint désigné, dirige les manœuvres d'appareillage, d'accostage, de mouillage, de remorquage ou de ravitaillement à la mer.
On y trouve la barre, le transmetteur d'ordre aux machines (directe ou chadburn), les aides à la navigation (radars, système de positionnement par satellite, le sondeur), l'AIS, la table à cartes, les appareils de radiocommunication et de communication interne, le central d'alarmes.
Ce compartiment, historiquement à l'air libre, est aujourd'hui systématiquement vitré. Il permet l'observation visuelle du navire et surtout des alentours du navire sur pratiquement 360°.

## Lexicologie
Le terme de passerelle est souvent utilisé dans la marine militaire, alors que le terme de timonerie  s'applique davantage à la marine marchande, aux navires à passagers comme les paquebots ou aux bateaux de plaisance. En revanche, même si un pilote peut monter à bord, par exemple lors des manœuvres délicates d'entrée/sortie des ports, l'appellation « poste de pilotage » est inappropriée. Pour autant, on utilisera volontiers le terme de cockpit pour les voiliers équipés d'une barre protégée par un auvent rigide, par exemple.
En règle générale, sur un navire, il n'y a qu'une seule passerelle. Mais à bord des porte-avions, porte-aéronefs ou porte-hélicoptères, il est précisé « passerelle de navigation », dédiée au navire lui-même, car il existe une seconde passerelle  la « passerelle aviation », pour les aéronefs embarqués.

## Historique
Au temps des voiliers, les officiers et le timonier étaient postés à l'extrême arrière, en général sur un pont surélevé (la dunette). En l'absence  de systèmes mécaniques d'assistance ou de transmission tels que le servo-moteur de gouvernail, celui-ci était manœuvré à bras d'hommes, par une manuelle (levier vertical agissant sur la timon ou barre franche horizontal), puis par une roue de gouvernail entraînant des drosses via un tambour d'enroulement et enfin, sur les derniers grands voiliers, par un "appareil à gouverner" un système de vis sans fin et d'engrenages, toujours entraîné par la classique roue de gouvernail et en prise directe sur la mèche du safran. L' habitacle du compas de route était installé sur la dunette, à portée de vue du timonier. 
Les officiers utilisaient cette plateforme située à l'endroit le plus stable et le plus sec du navire pour faire les visées astronomiques (avec un sextant par exemple) ou pour lancer la ligne du loch manuel servant à évaluer la vitesse. 
Les logements du capitaine et des officiers étaient situés à proximité immédiate, sous le pont de la dunette. 
Cette ère du « tout à l'arrière » prit fin avec l'avènement des navires à vapeur : en effet avec les roues à aubes, nécessairement en prise directe avec la machine et obligatoirement situées un peu en avant du milieu de la coque), le centre névralgique du navire (dont les formes de coque étaient quasiment inchangées par rapport à celle des dernières générations de voiliers) se déplaça vers l'avant pour plusieurs raisons : cela facilitait les communications entre l'officier de quart et le chef mécanicien, améliorait la veille optique vers l'avant et permettait de surveiller le travail des roues à aubes (un point faible par mauvais temps) dans la mer. Une sorte de petit pont (d'où le nom de passerelle) fut installé entre les tambours des deux roues (et parfois prolongé dessus). La transmission des mouvements de la roue de gouvernail se faisaient par un système de chaînes sous gouttières, jusqu'au secteur de barre installé à l'arrière (et en général pourvu d'un poste de barre de secours manuel, par exemple si les chaînes cassent). 
Vers 1900, L'avènement des servomoteurs (un système de vérins, d'abord actionnés par la vapeur, puis par l'énergie oléohydraulique en prise sur la mèche du gouvernail) permit de placer la commande de timonerie à n'importe quelle distance du gouvernail.
La passerelle n'était vers le milieu du XIXe siècle qu'un simple pont exposé aux intempéries, découvert, et muni de garde-corps, courant sur la largeur du navire et qui permettait de « passer » d'un bord à l'autre, que ce soit pour l'accostage, la veille, les relevés optiques ou, si le navire en était pourvu, pour vérifier le fonctionnement des roues à aubes. Petit à petit elle fut bâchée, couverte puis entièrement fermée, donnant ainsi un abri aux hommes de quart. 
Par la suite, à partir de la fin du XIXe siècle jusqu'aux années 60, les navires à hélice furent le plus souvent pourvus d'un château central (logement d'une partie de l'équipage,chambre des cartes, passage de la cheminée et manches à air de la machine). La passerelle fut installée à l'avant de cette superstructure. D'abord découverte, elle fut progressivement de plus en plus abritée, d'abord avec des cagnards[Quoi ?] en toile à voile, puis elle est devenue un local fermé et vitré (un abri de navigation) intégré aux superstructures du navire. Malgré ces modifications, le nom de passerelle est resté.
Sur nombre de grands navires de charge modernes (porte-conteneurs, pétroliers, minéraliers) , cette structure a été à nouveau déplacée vers l'arrière, pour laisser toute la place à la cargaison, aux mâts de charge et équipements divers. Par contre, sur les paquebots, car-ferries et cargos rouliers, avec la place croissante prise par les espaces-vie des passagers (cabines, cafeterias, restaurants, boutiques...), la passerelle s'est déplacée vers l'extrême avant du navire, pour faciliter les manœuvres d'accostage (quotidiennes pour les paquebots, et à chaque traversée pour les car-ferries).
Jusqu'aux années 1970, les dragueurs de mines, certains escorteurs rapides et escorteurs d'escadre de la Marine nationale française avaient encore des passerelles découvertes.

## Galerie de photos

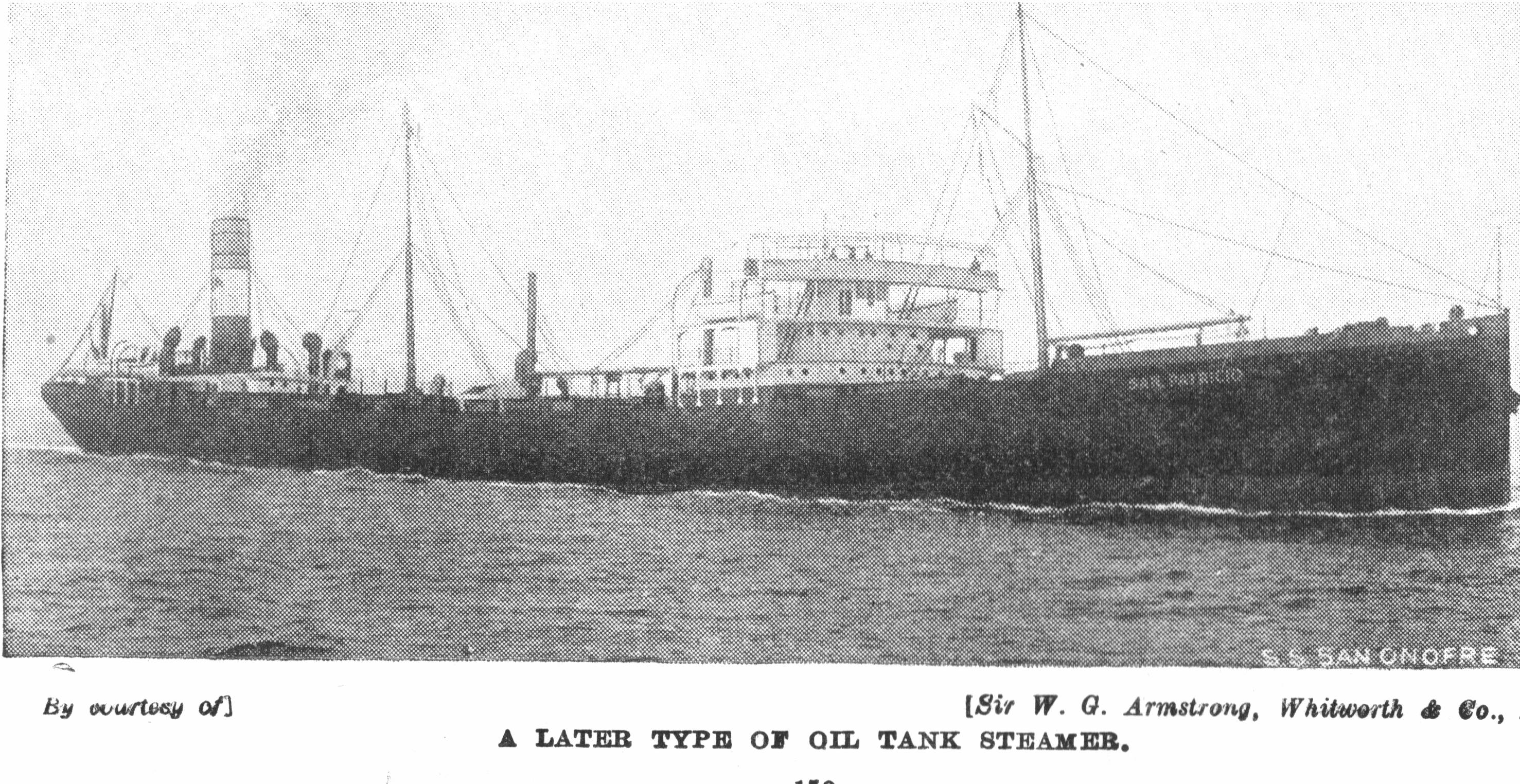
Passerelle découverte sur un pétrolier à vapeur début du XXe siècle.
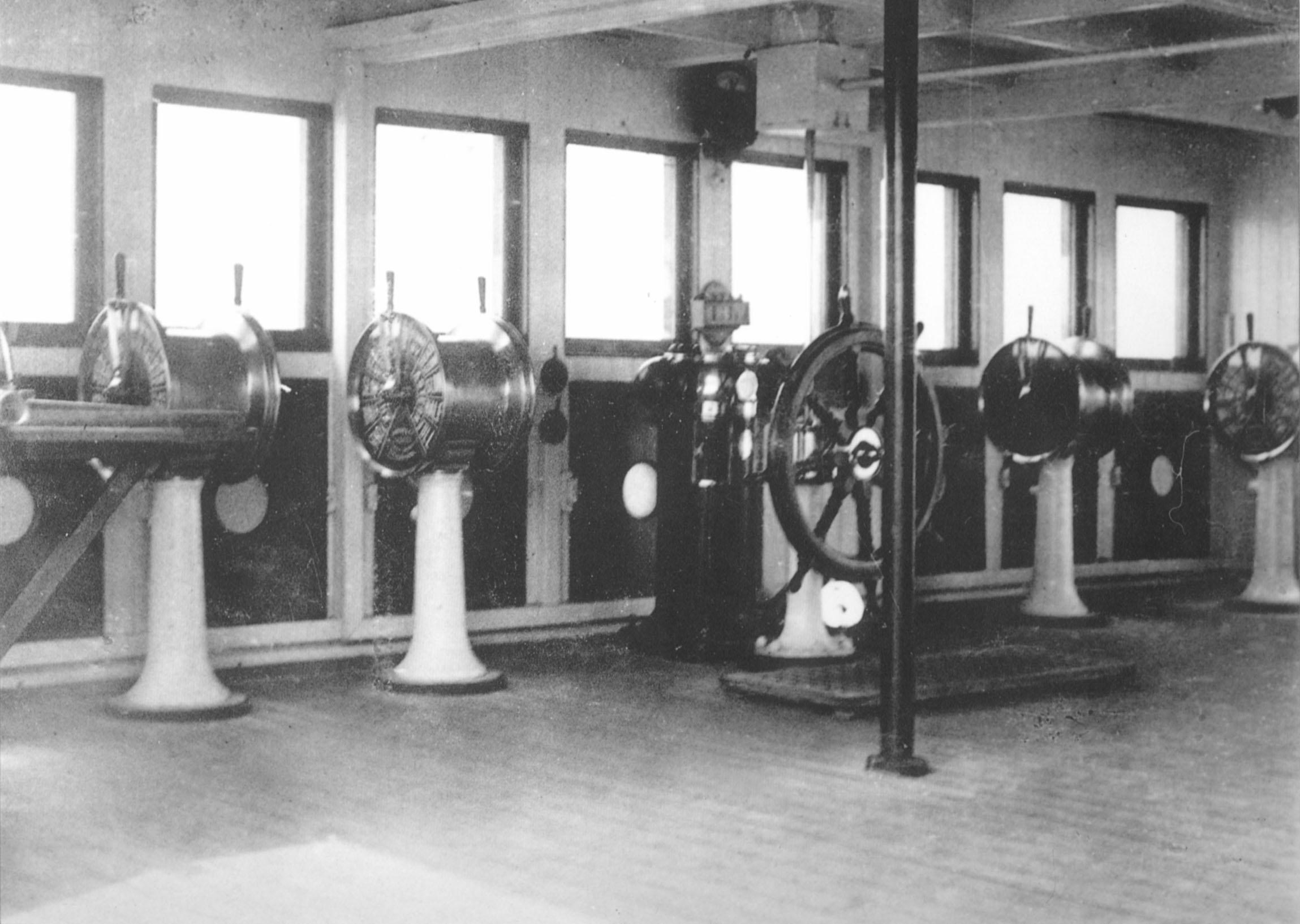
La passerelle de l'Olympic, sister-ship du Titanic
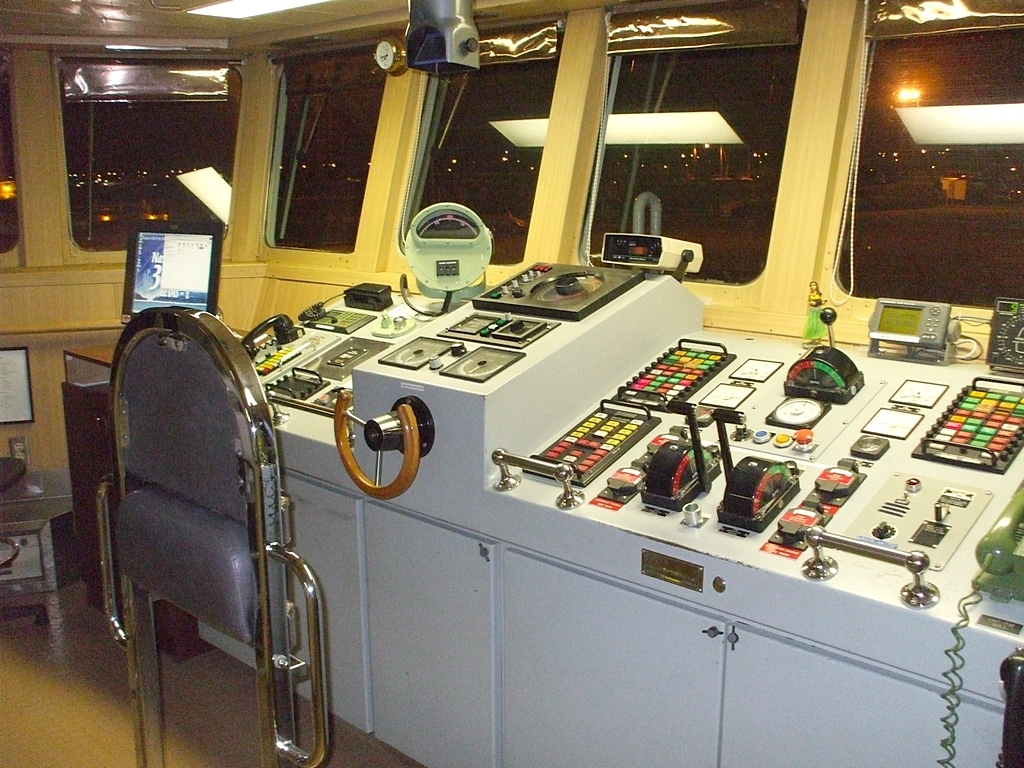
La passerelle du Coriolis II navire de recherche océanographique en service en 2012
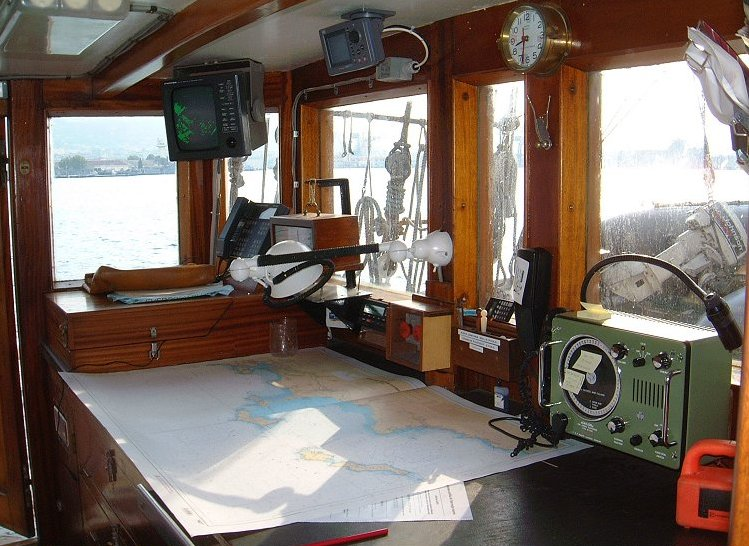
Sur une goélette, l'Étoile
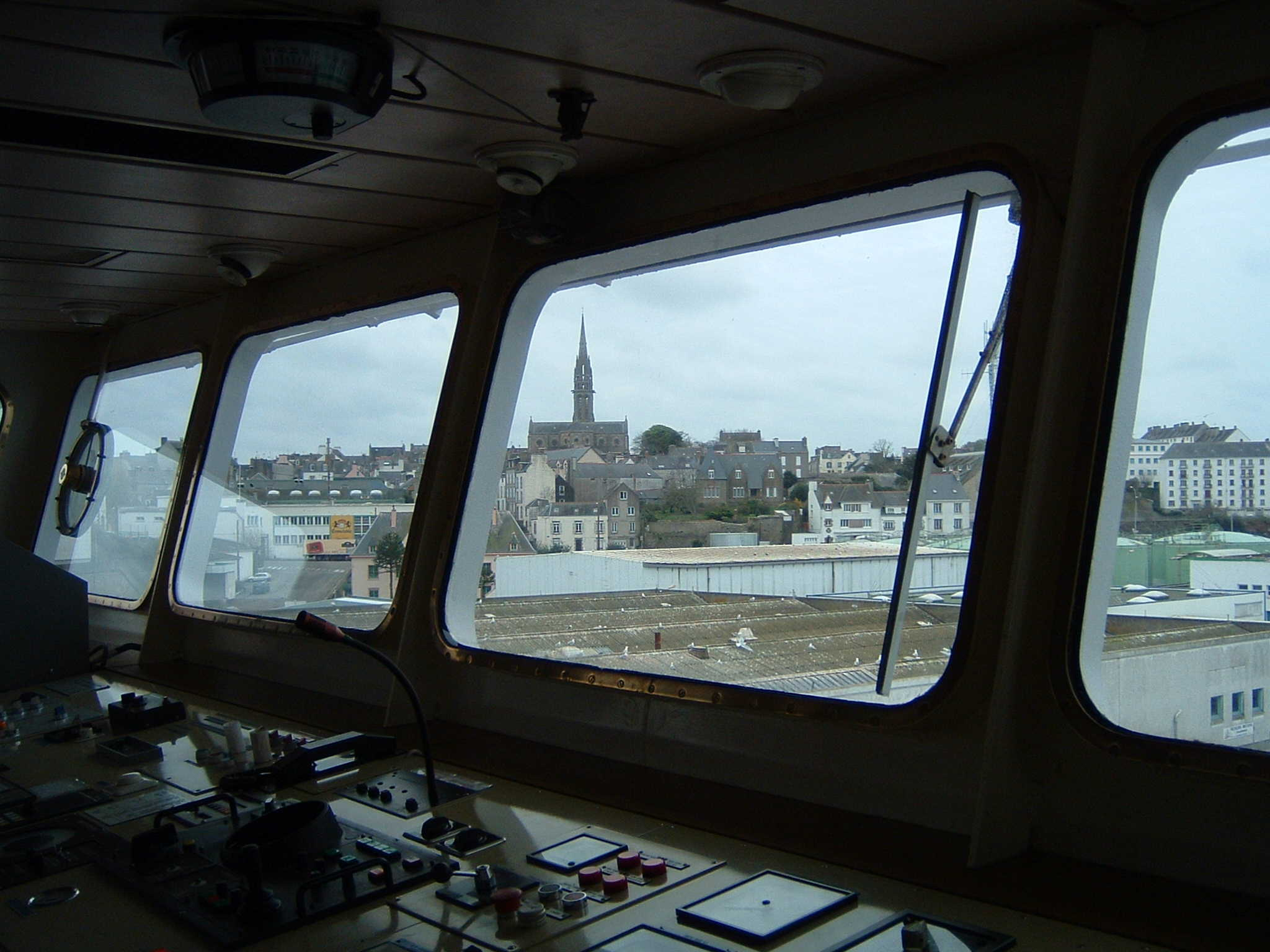
Sur un navire frigorifique
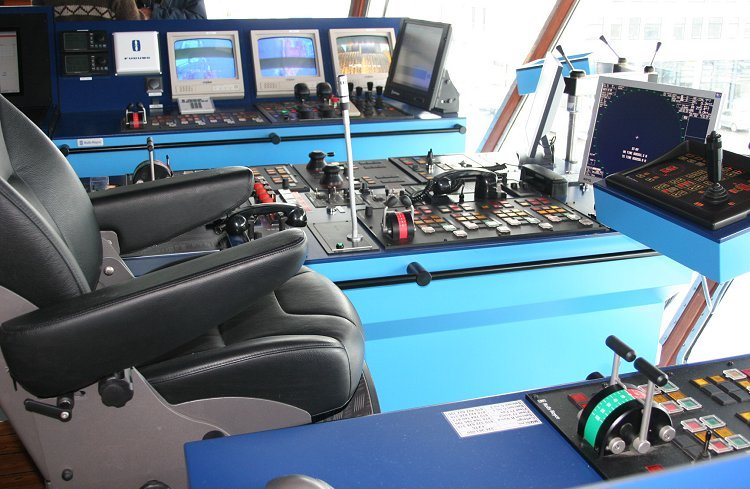
Sur un remorqueur, l'Abeille Bourbon
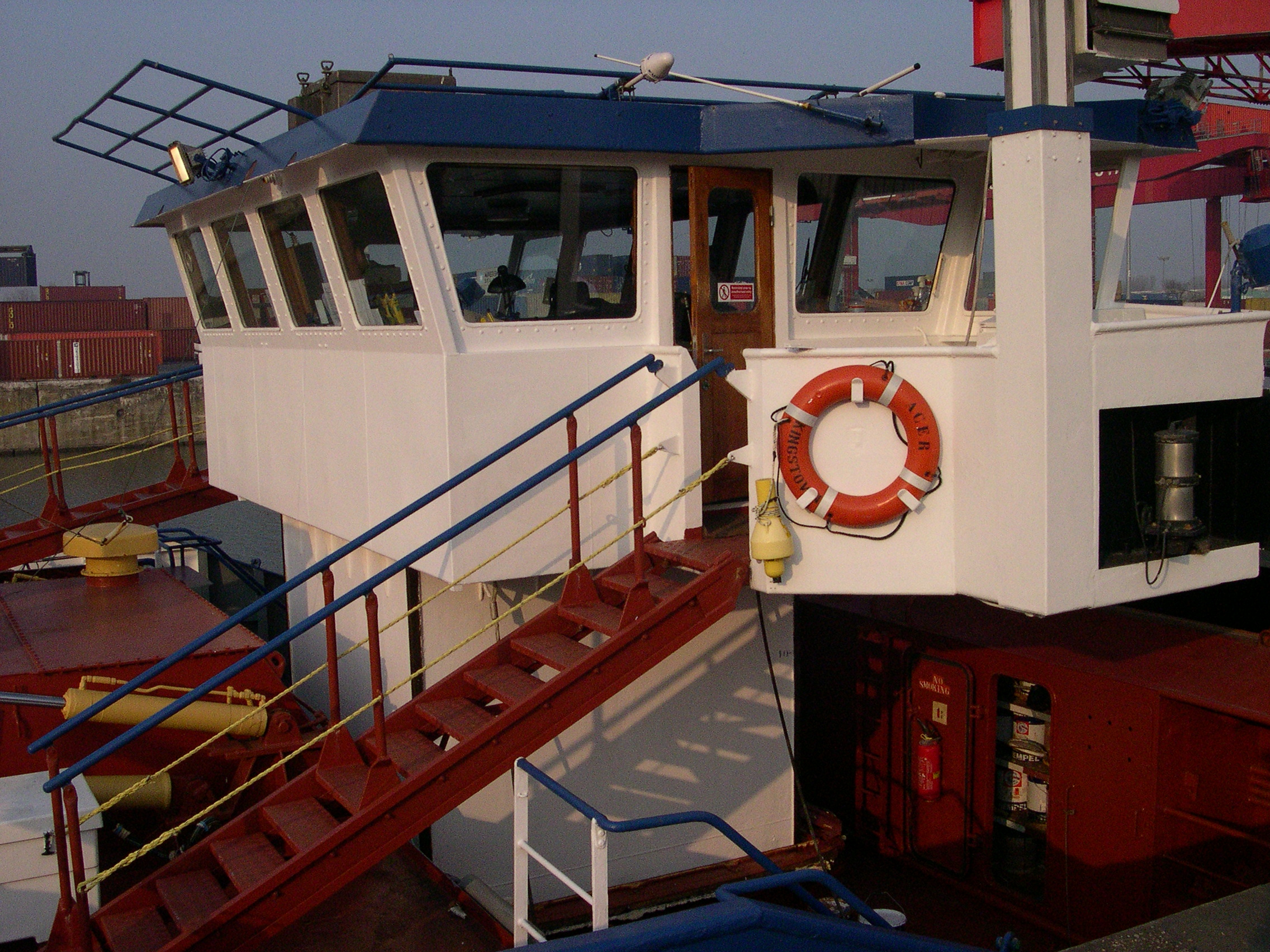
La passerelle télescopique d'un caboteur fluvio-maritime
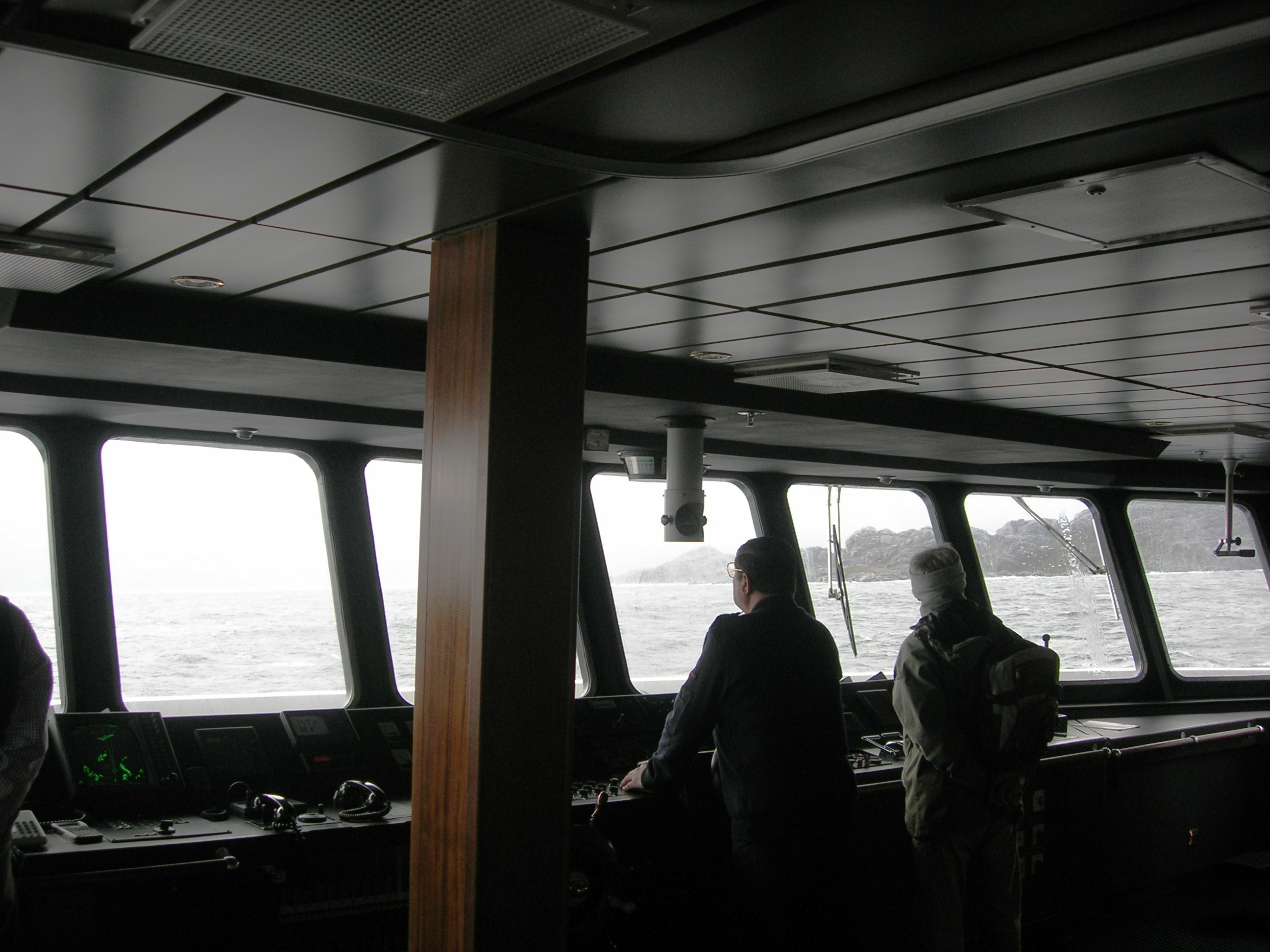
La passerelle du Mare Australis un navire de croisière
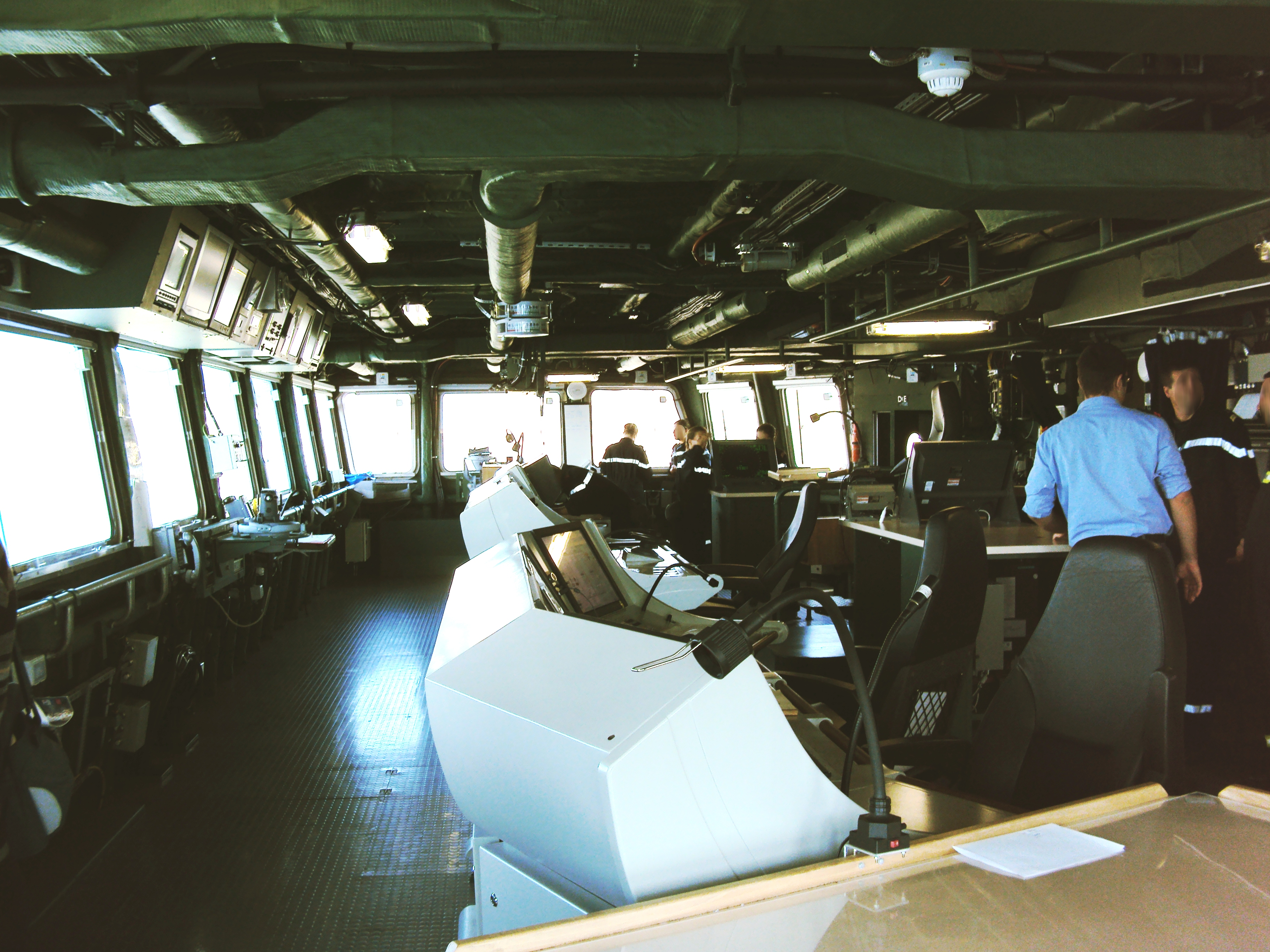
Passerelle d'une frégate moderne, le Forbin